# Pyritgürtel der südiberischen Halbinsel
Die hier beschriebenen Minen befinden sich im Zentrum einer geologischen Pyritschicht (Schwefelkies), die den Süden der iberischen Halbinsel durchzieht (250 km Länge und 60 km Breite). Dieses Vorkommen dehnt sich von der Mina de Canal Caveira im westlichen Alentejo Litoral bis nach Estremadura/Südspanien zur Mina do Riotinto aus. Das Vorkommen enthält neben Pyrit auch Zink, Copiapit, Chalkopyrit, Goethit,  Eisenvitriol, Quarz, Rhomboklas, Schwefel, Kupfer und Sphalerit. Im Alentejo befinden sich an dieser Pyritschicht die folgenden Minen: 

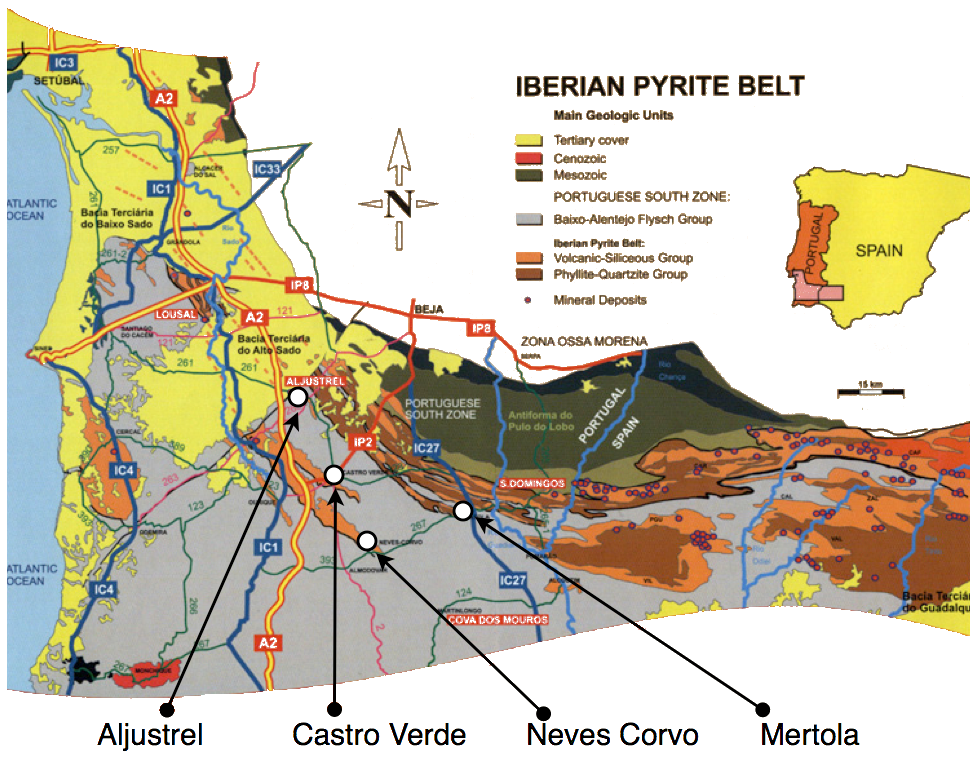
Karte des südiberischen Pyritgürtels

- Mina de Canal Caveira – 1966 geschlossen,
- Mina de Lousal – 1988 geschlossen,
- Mina de Aljustrel – 2008 geschlossen
- Mina de Neves Corvo (nur noch mit Kupferproduktion)
- Mina de São Domingos – 1966 geschlossen

und im südlichen Spanien befindet sich:
- Minas de Riotinto
- Mina de Herrerías
- Minas de Tharsis
- Mina de La Joya
- Mina de Buitrón
- Mina de San Miguel
- Mina de Lomero-Poyatos
- Mina de Cueva de la Mora
- Mina de Cala
- Mina del Castillo
- Mina de Teuler

## Galerie

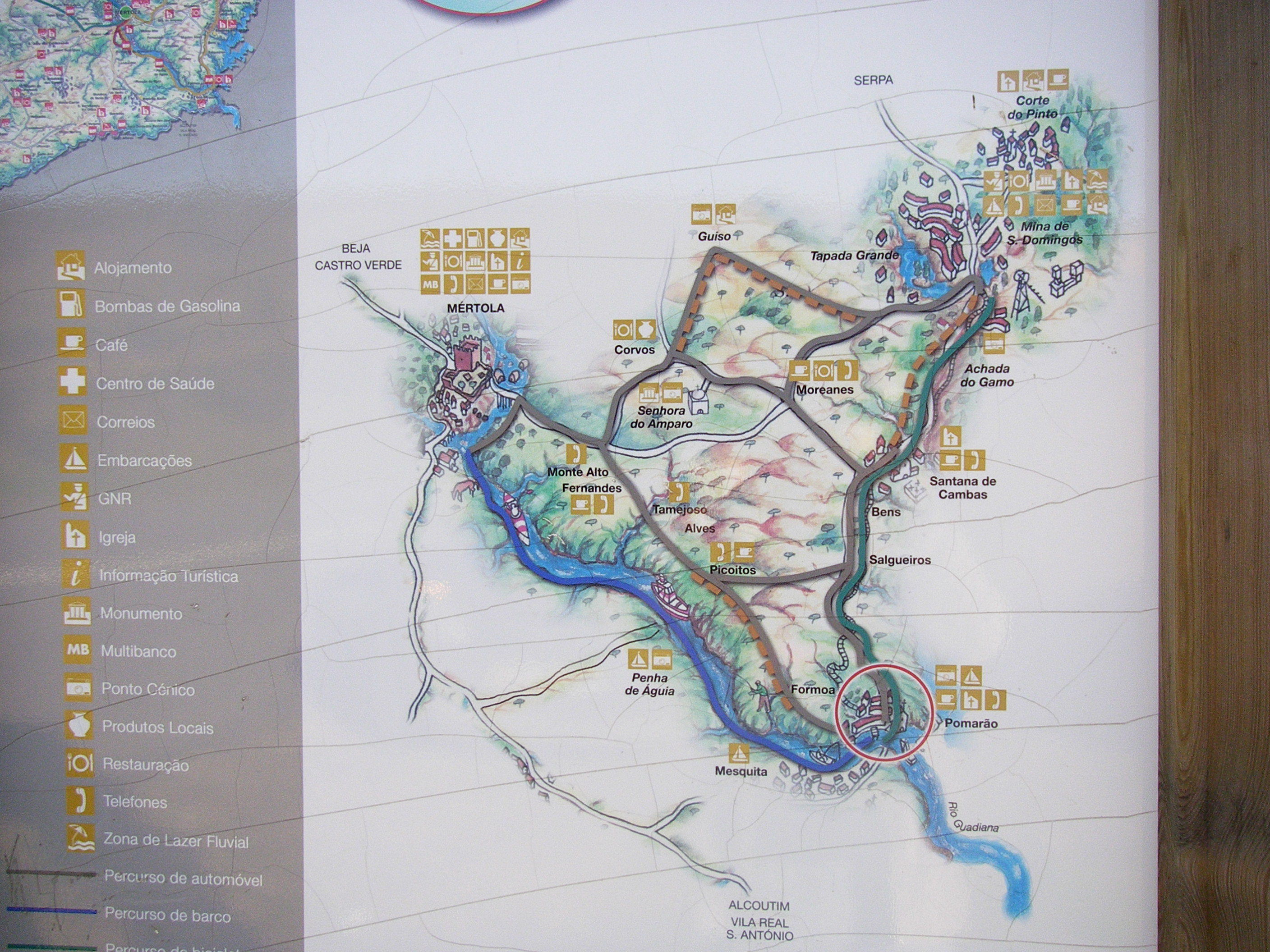
Plan der Mine von São Domingos
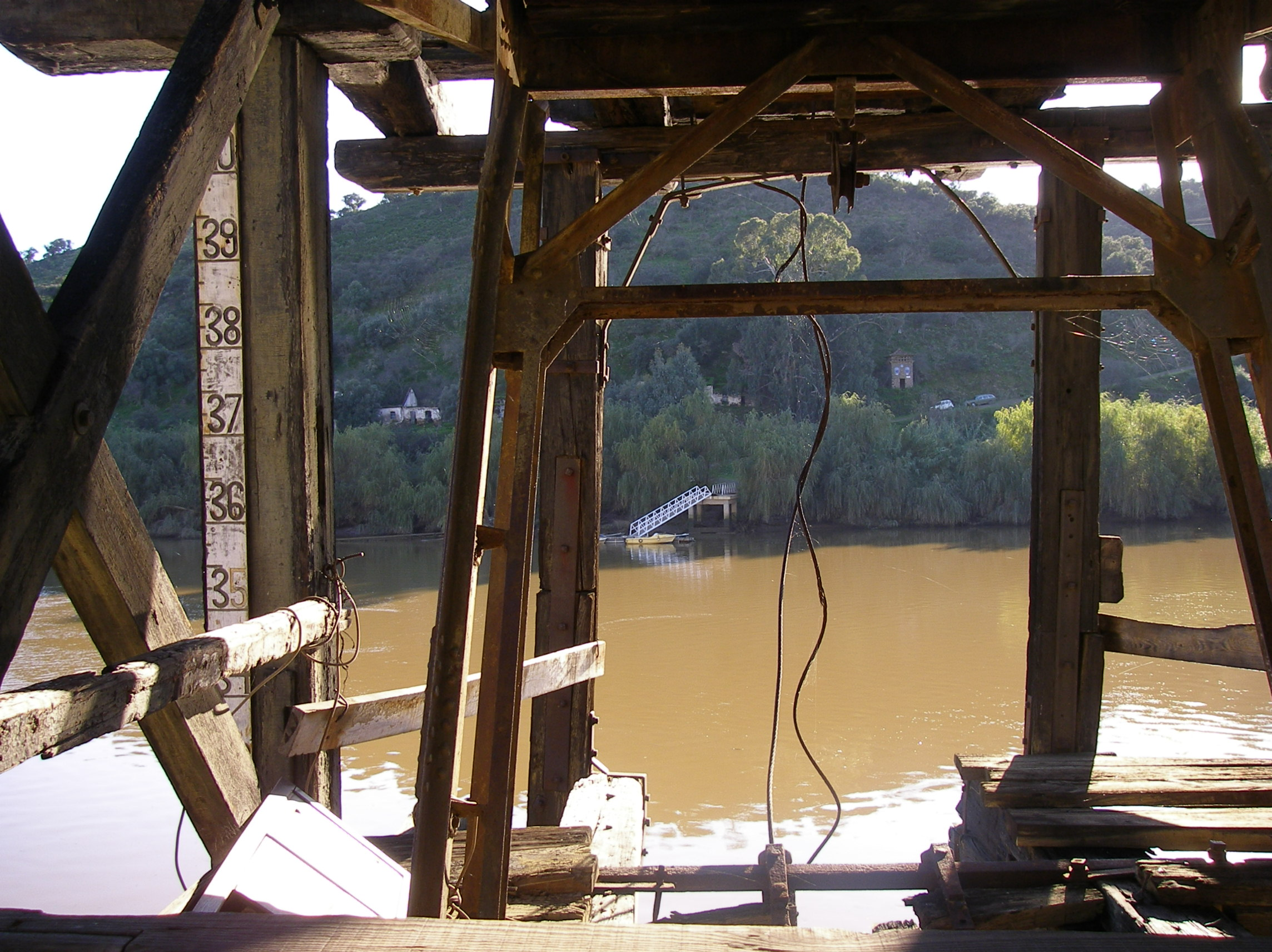
Ehemalige Verladestation in Pormarão am Rio Guadiana
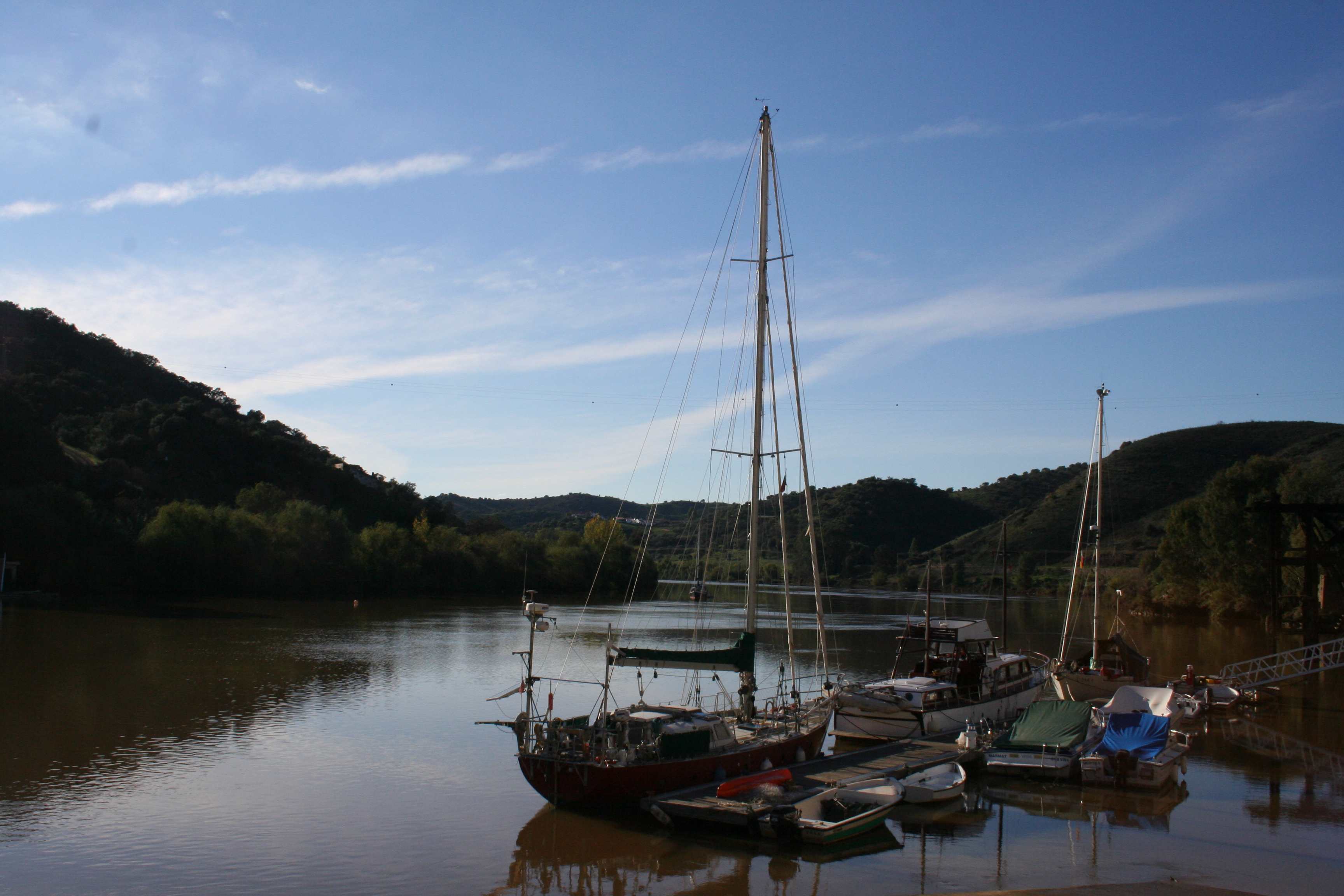
Blick auf den historischen Erzhafen von Pormarão am Rio Guadiana
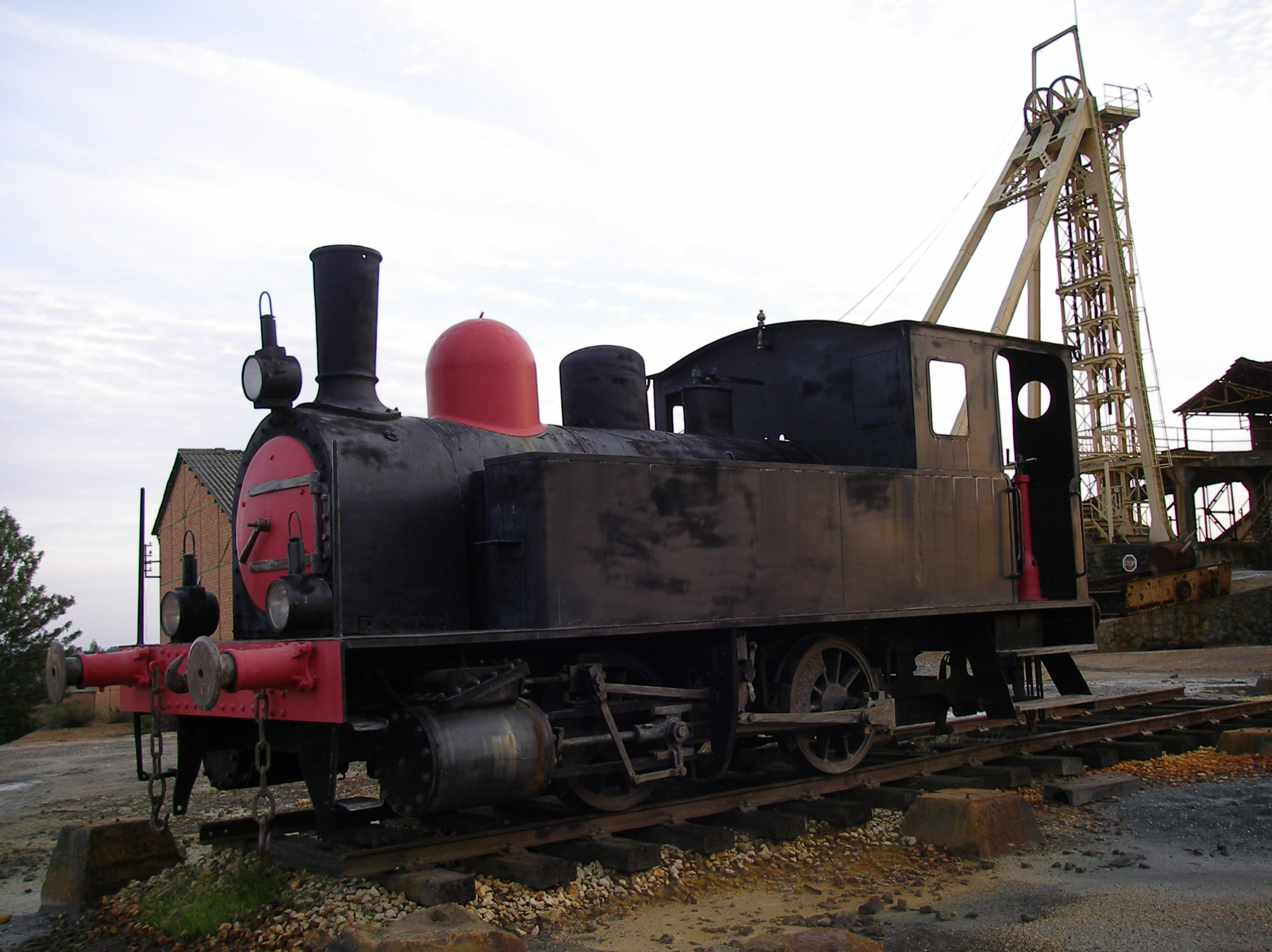
Minenmuseum von Lousal im Alentejo
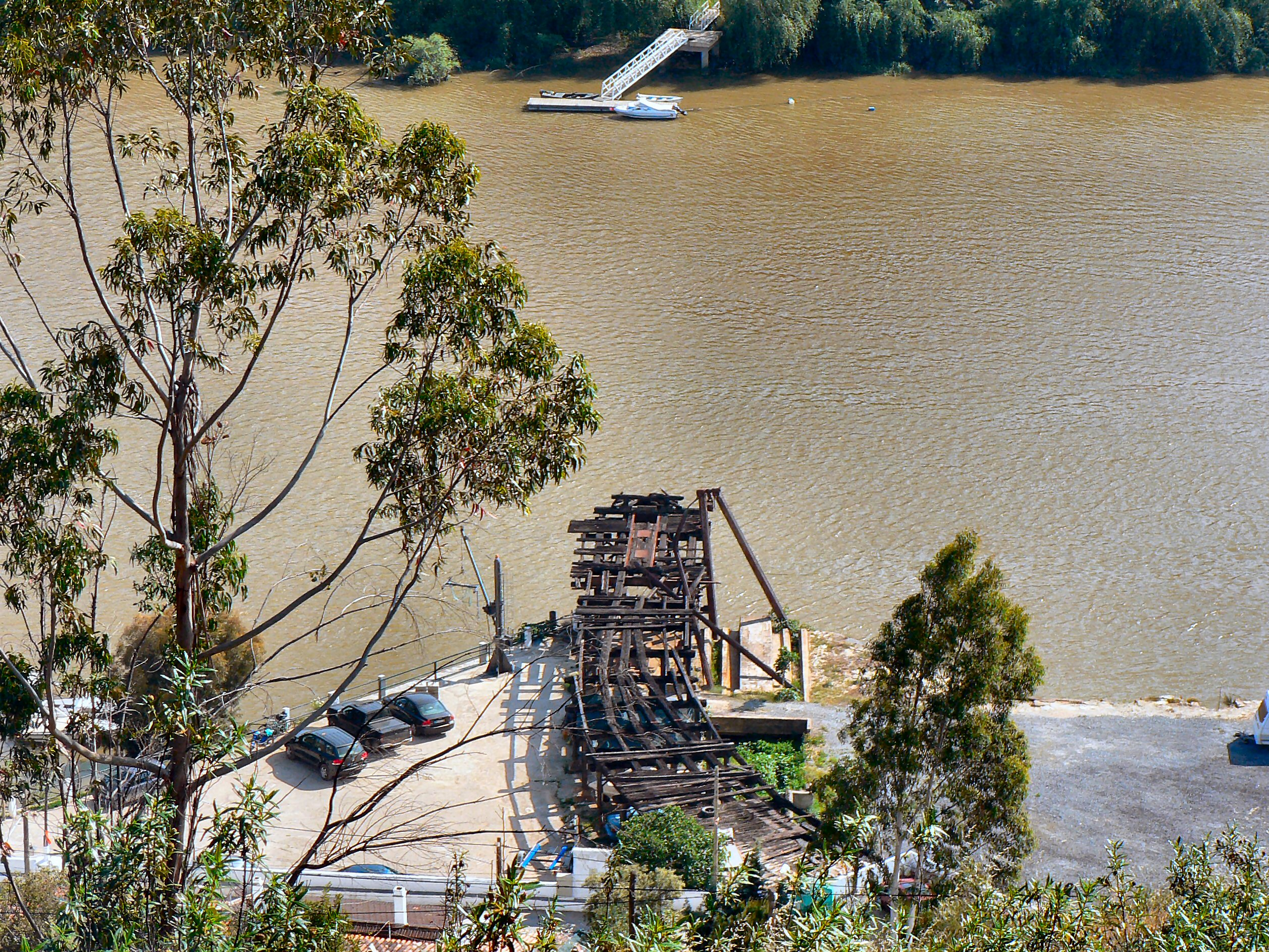
Blick auf den historischen Erzhafen von Pormarão am Rio Guadiana